# Гроб (фильм)
«Гроб» (англ. Coffin) — американский фильм ужасов 2011 года. Режиссёр — Кипп Трайббл.

## Сюжет
Мужчина и женщина, Шон и Рона, обнаруживают себя запертыми в деревянном ящике, похожем на гроб. Всё, что они помнят, это вчерашний вечер и человека в маске. Найдя зажигалку, пленники продолжают исследовать место своего заточения. Вскоре обнаруживается встроенная видеокамера, ведущая трансляцию, и записка, в которой сообщается, что времени у них примерно 75 минут, после чего кислород закончится. И спасение парочки зависит только от одного человека — супруга Роны Джека Сэммса.
Между тем ничего не подозревающий Джек возвращается домой и обнаруживает там включённый ноутбук, на экране которого идёт видеотрансляция из гроба с участием его жены, а также незнакомца в маске, называющего себя Трюком, непонятно как проникшего в его дом и доводящего до сведения Джека текущее положение вещей относительно его супруги и её любовника. Перед Джеком Семмсом встаёт выбор: избавиться от шантажиста и попытаться найти местоположение гроба самому, привлекая к делу полицию, при этом уложившись в 75 минут, или выполнить все требования неизвестного в маске, который точно знает, где находится Рона и Шон. Супруг выбирает второе.
Тем временем полицейские детективы Скотт и Эпперсон выполняют свою повседневную работу по патрулированию вверенной им территории. Очередное сообщение дежурной приводит их в квартиру со взломанным замком, человек из которой исчез два дня назад и не появлялся нигде в течение этого времени. Выяснилось, что снимал эту квартиру некий Шон Джастис уже больше полугода, и он влюблён в девушку, которая снималась в телерекламе и фотографии которой были найдены в квартире. Осмотр комнаты пропавшего привёл полицейских офицеров к интересному выводу: похищение, если оно и имело место, происходило не в этой комнате.
Джек Сэммс, сопровождаемый пристальным вниманием Трюка, встречается в офисе со своим давним сотрудником и другом банкиром Гаррисоном, у которого просит денег наличными взаймы до утра. Также он просит выяснить Гаррисона относительно человека, взявшего на прокат машину, на которой Джек сейчас вынужден возить похитителя.
Детективы Скотт и Эпперсон выясняют личность девушки с фото, Роны Сэммс, актрисы и модели, и собираются с ней побеседовать относительно похищения, однако в пути их застаёт звонок, перенаправленный из службы спасения, по поводу взятой в прокат машины.
Джек и Трюк в ожидании обещанных Гаррисоном денег заходят в соседний бар. Супругу приходит в голову мысль подмешать похитителю в напиток снотворного и попытаться связаться по сотовому со своей женой, запертой в гробу, после того, как ему удаётся выяснить с помощью видео на ноутбуке Трюка, что запертой паре удалось проделать дыру в крышке, тем самым пополнив свой запас кислорода. Однако радость по поводу доступа воздуха оказалась недолгой: через дыру в крышке внутрь гроба стала прибывать вода.
Скотт и Эпперсон реагируют на звонок банкира и выясняют, что Джек Сэммс, муж Роны, уговаривал Гаррисона дать ему взаймы до утра 500 тысяч, и сейчас он ожидает денег в баре неподалёку. Детективы немедля отправляются туда, однако,
двоим с ноутбуком удаётся покинуть заведение раньше. Воспрянувший было духом относительно безопасности жены Джек вновь оказывается заложником обстоятельств, наблюдая на видео, как гроб неуклонно заполняет непрерывно поступающая внутрь вода.
Банкир Гаррисон передаёт деньги Джеку, однако настаивает на том, чтобы отправиться дальше вместе с ним. На хвосте полиция, и Джек решается на отчаянные действия: он оглушает Трюка и угоняет машину. Затем звонит на сотовый, говорит с женой и делает предположение, что тонущий гроб с заложниками где-то на берегу океана.
Однако времени и незатопленного пространства остаётся слишком мало, и пара вспоминает свои роли, которые они вместе исполняли, играя в театральном кружке. Последние их фразы замолкают вместе с дыханием, когда гроб погружается в воду полностью. Джек может наблюдать гибель жены на экране ноутбука, но так и не находит места их заточения в реальности…
Правда, сейчас убитый горем Джек Сэммс не знает главного: Шону и Роне руководитель театрального кружка просто предложил поучаствовать в некоем спектакле, где они, якобы запертые в гробу, погибают, утонув вместе с ним. На самом же деле, выманив обманом деньги у бывшего супруга Роны, пара сможет уехать достаточно далеко, чтобы дальше оставаться вместе и начать новую жизнь. Именно такого содержания запись на магнитофоне, предназначенную для ушей Джека Сэммса, находят полицейские Скотт и Эпперсон. После чего заверяют неудачливого супруга в том, что организуют розыск актёрской парочки.
Но у Джека свой план мести и собственные возможности его реализовать. Поэтому рано или поздно Шон и Рона, считающие себя уже в безопасности, неожиданно удостаиваются визита экс-супруга, а в новом гробу — новая жертва, наш старый знакомый, театральный руководитель…

## Интересные факты
- Съёмки фильма проходили в США, мировая премьера фильма была 22 октября 2011 года в Штатах.
- В России фильм выходил на ТВ, премьера была 9 декабря 2012 года.

## В ролях
- Кевин Сорбо — Шин Джастис
- Брюс Дэвисон — Гаррисон
- Санни Доенч — Рона Сэмс
- Джонни Алонсо — Трик
- Дэвид Бэнкс — Джимми
- Кендес Кита — Камилла
- и другие